# Rottboellia coelorachis
Espèce
Rottboellia coelorachis est une espèce de plantes monocotylédones de la famille des Poaceae, 
sous-famille des Panicoideae, originaire d'Océanie (Nouvelle-Calédonie, Vanuatu).
Ce sont des plantes herbacées vivaces aux tiges (chaumes) robustes, dressées. L'inflorescence est composée de racèmes.

## Synonymes
Selon Catalogue of Life (11 novembre 2017) :
- Coelorachis forsteriana Endl.
- Manisuris coelorachis (G.Forst.) Kuntze
- Rottboellia fasciculata Brongn., nom. illeg.